# Тесфайе Динка
Тесфайе Динка (амх. ተስፋዬ ድንካ; 3 ноября 1939, Амбо, Эфиопия — 6 декабря 2016, Фэрфакс, штат Виргиния, США) — эфиопский государственный деятель, министр иностранных дел (1989—1991) и премьер-министр Эфиопии (1991).

## Биография
Принадлежал к народу оромо. Получил начальное образование в Амбо, а затем учился в общей средней школе Вингейт в Аддис-Абебе. Окончил Американский университет Бейрута с присуждением степени бакалавра, а также Сиракузский университет c присуждением степени магистра делового администрирования и магистра в области промышленной инженерии.
Считался одним из ведущих соратников Менгисту Хайле Мариама, входил в состав Политбюро Рабочей партии Эфиопии (РПЭ). Входил состав правительства страны: занимал посты министра сельского хозяйства, в 1983—1986 гг. — финансов и промышленности. С 1987 г. — заместитель премьер-министра Эфиопии.
В 1989—1991 гг. — министр иностранных дел Эфиопии. Многие эксперты относили его к числу умеренных политиков-технократов, которые советовали Менгисту начать переговоры с Народным фронтом освобождения Эритреи и Народным фронтом освобождения Тыграй. После прекращения военной поддержки со стороны Советского Союза сыграл важную роль в налаживании отношений с администрацией Буша. После вторжения Ирака в Кувейт был активным сторонником предложенной США Совету Безопасности ООН антииракской резолюции, сравнив эти события с вторжением итальянских фашистов в Эфиопию времен Бенито Муссолини.
В последние дни режима Менгисту был назначен главой правительства, возглавлял правительственную делегацию на неудачной мирной конференции в Лондоне 27 мая 1991 г., которая должна была положить конец гражданской войне в Эфиопии. Через месяц после его бегства из страны ушел в отставку.
В 1990-х гг. — работал во Всемирном банке и организациях системы ООН. В течение многих лет жил в Соединенных Штатах и являлся старшим советником Глобальной коалиции для Африки. 
Автор книги «Эфиопия в годы Дерга: внутренний отчет».